# Kommende Megersheim

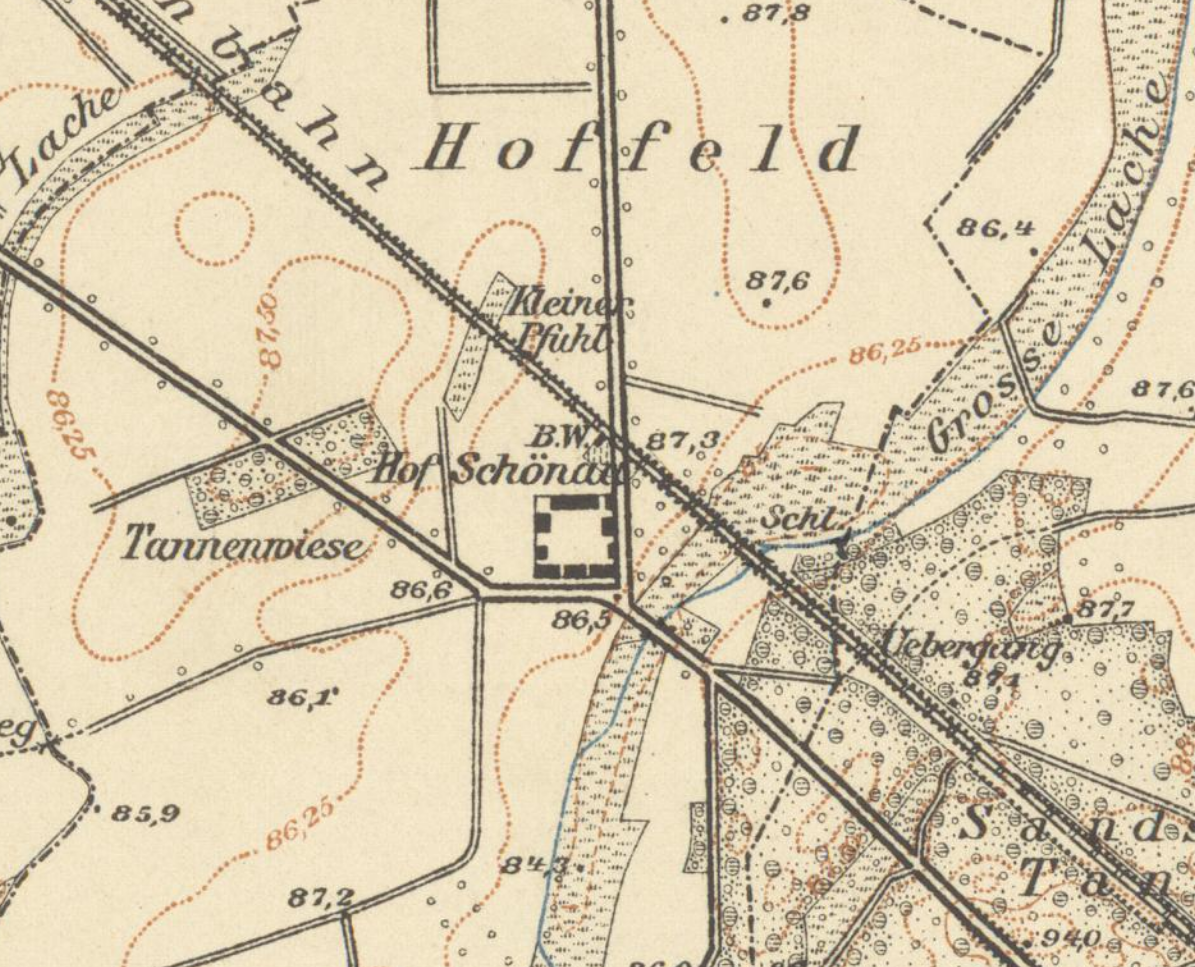
Hofgut Schönau (vorher Schönauer Hof), Wohnplatz der Stadt Rüsselsheim am Main, Lkr. Groß Gerau, Hessen, Ausschnitt aus der Topographischen Karte 1.25.000 Groß Gerau 6016 (alt 67) von 1899

Die Kommende Megersheim war eine Niederlassung des Lazarus-Ordens in Megersheim, einem abgegangenen Ort zwischen den Rüsselsheimer Stadtteilen Bauschheim und Königstädten (Kreis Groß-Gerau, Hessen). Die Niederlassung wird erstmals in einer Urkunde von 1253 erwähnt und wurde bereits 1316 verkauft.

## Lage
Der Ort Megersheim ist abgegangen und lag an der Stelle oder in der Nähe des späteren Schönauer Hofes (heute Hofgut Schönau), einem Wohnplatz zwischen Bauschheim und Königstädten an der Rhein-Main-Bahn bzw. an der L 3012 (im nordwestlichen Zwickel, den die Kreuzung der L 3012 mit der L 3482 bildet)().
Der Ort wurde bis um 1700 Mörßheim genannt oder auch Mörßheimer Hof.

## Der Lazarus-Orden in Deutschland bzw. die OrdensprovinzAlema(n)nia
Megersheim war in den 1260er/1270er Jahren auch der Sitz des Präzeptors des Lazarus-Ordens in Deutschland, von denen sieben namentlich bekannt sind. Sie werden als preceptor fratrum ordinis sancti Lazari in Alemannia bzw. magister ordinis sancti Lazari per Alemaniam oder generalis commendator hospitalis sancti Lazari Jherosolimitani per Allemaniam oder ähnlich bezeichnet. Die Ordensprovinz Alemannia war wiederum in die Provinz Thüringen und die oberen Häuser (Gfenn, Schlatt und Uri) unterteilt, für die jeweils ein Landkomtur bestimmt wurde. Nach dem Verkauf der Kommenden Megersheim und Schlatt zerfiel die Ordensprovinz Alemannia. Die zwei Ordenshäuser in der Schweiz verselbständigten sich unter dem Landkomtur Siegfried von Schlatt, die Häuser in Thüringen und Sangerhausen unter dem Landkomtur für Thüringen, der seinen Sitz zunächst in Breitenbich, danach in Gotha hatte.

### Präzeptoren/Meister der OrdensprovinzAlema(n)nia
- 1266 Bruder Friedrich[2]
- 1268 Bruder Wilhelm[3]
- 1271–75 Heinrich von Graba, Präzeptor/Meister der Lazariter/Präzeptor des Lazarus-Ordens in Deutschland[1][4]
- 1282 Heinrich dictus de Cast[5]
- 1284 Johannes, Visitator ac magistri totius terre Alemanie militie Scti Lazari[6]
- um 1300 Bernard, Fr. Bernardus magister ordinis S. Lazari in Alemannia ob.[7]
- 1308 Henricus Thopilstein, magister Alemanie fratrum ordinis sancti Lazari[8]

## Geschichte
Nach einer nicht genau datierten Urkunde aus der Zeit von 1234 bis 1250 vertauschte der Lazarus-Orden seine Güter in Nierstein gegen die Güter des Philipp von Hohenfels in Mehgersheim. Dieser hatte die Güter vorher vom Frankfurter Bürger Presto(ne) gekauft. Über die Herkunft der Güter in Nierstein, und wann sie in den Besitz des Ordens kamen, schweigen die Quellen. In Megersheim wurde eine Kommende eingerichtet, die vielleicht auch schon vorher in Nierstein bestand.
Die Kommende in Megersheim kam aber rasch in finanzielle Schwierigkeiten, denn schon am 7. Januar 1266 verkauften der obige Praeceptor Friedrich und Hertwig, der (Haus-)Komtur zu Megersheim alle Besitzungen des Ordens in und bei Bretzenheim an das Nonnenkloster Dalen bei Mainz. Diese Güter hatten sie von einem Baldemarus und seiner Frau Odilia geschenkt bekommen.
Am 11. November 1271 setzte Heinrich von Graba, Präzeptor des Lazarus-Ordens in Deutschland einen Bruder Volbert zum Kommendator/Komtur der Ordenshäuser Schlatt, Gfenn und Uri ein. Die Urkunde wurde in Megersheim (Megorzheim) ausgestellt. Am 30. Mai 1273 ermächtigte zunächst Bruder H., Meister des Lazarusordens in Deutschland (gemeint ist Heinrich von Graba), seinen Komtur Volbert in den oberen Häusern mit der Kirche von Hasle zu verfügen, was er und die Komture der oberen Häusern dem Nutzen und der Ehre des Ordens für förderlich erachten. Auch diese Urkunde wurde in Megersheim ausgestellt. Am 7. Januar 1274 bestätigte nun Heinrich Graba, Praeceptor aller Lazariterhäuser diesseits des Meeres, die Übertragung des Kirchensatzes zu Hasle. Diese Urkunde war interessanterweise in Breitenbich ausgestellt worden.
1275 bestätigte der Provinzialkomtur Heinrich (von Graba) die Schenkung einer Bertrada de Tullstet an das Hospital in Gotha.
Am 7. September 1316 verkaufte der letzte Kommendator von Megersheim Heinrich von Dobelsheim wegen großer Schuld und Wucher auf dem Haus alle Besitzungen der Kommende für 880 Pfund Groschen an den Richter Salmann in Mainz. Salman wiederum verkaufte sie nur zwei Jahre später weiter an die Herren von Falkenstein. 1540 war das Spital zu Dreieichenhain in den Besitz des Hofes zu Merßheim gekommen. 1696 verkaufte das Isenburgische Spital zu Dreieichenhain den Mörßheimer Hof um 6300 fl. an den Solmsischen Keller Johann Gottfried Satorius zu Rödelheim und den Münzmeister Ludwig Balthasar Müller in Hanau. Um/vor 1720 wurde der Hof in Schönauer Hof umbenannt.

## Kommendatoren/Komture
- 1266 Hertwig, Komtur[2][10]
- 1316 Heinrich von Dobelsheim, Komtur